# برنارد فونتين
برنارد فونتين (بالإنجليزية: Bernard Fontaine)‏ هو عسكري أمريكي، ولد في 2 مارس 1940.